# Захаровская (Сибирский сельсовет)
Захаровская — деревня в Верховажском районе Вологодской области.
Входит в состав Сибирского сельского поселения, с точки зрения административно-территориального деления — в Сибирский сельсовет.
Расстояние по автодороге до районного центра Верховажья — 43,5 км, до центра муниципального образования Елисеевской — 12,5 км. Ближайшие населённые пункты — Аксеновская, Анисимовская, Савинская, Козевская, Осташевская.
По переписи 2002 года население — 6 человек.